# Hesmat Mohádzseráni
Hesmat Mohádzseráni (perzsául: حشمت مهاجرانی; Meshed, 1939. december 13. –) iráni labdarúgóedző.

## Pályafutása

### Klubcsapatban
Mesdedben született. 1961 és 1963 között a Tadzs FC csapatában játszott. 1963-tól 1968-ig a PAS Teherán játékosa volt. 1979-ben a Perszepolisz játékosa volt, amikor kitört az iráni forradalom és a bajnokság félbeszakadt. 1979 és 1981 között az Egyesült Arab Emírségekben játszott az Al-Saab együttesében. Majd ezt követően 1981 és 1992 között ismét a PAS Teherán labdarúgója volt. 

### Edzőként
1971 és 1976 között az iráni utánpótlás válogatottak szövetségi edzője volt. Az iráni U20-as válogatottal négy alkalommal (1973, 1974, 1975, 1976) nyerte meg az ifjúsági Ázsia-bajnokságot. 1975-ben kinevezték az iráni válogatott szövetségi kapitányának. Irányításával hazai pályán megnyerték az 1976-os Ázsia-kupát és kijuttatta a nemzeti csapatot a montréali 1976. évi nyári olimpiai játékokra valamint az 1978-as világbajnokságra. Ez volt az iráni válogatott történetének első világbajnoki szereplése, ahol Hollandia ellen 3–0-ás vereséget szenvedtek, Skócia ellen 1–1-es döntetlent játszottak, míg Peru ellen 4–1 arányban alulmaradtak. Az 1980-as Ázsia-kupán bronzéremig vezette a válogatottat. Az iráni forradalmat követően az Egyesült Arab Emírségekben telepedett le és az Al-Saab vezetőedzője lett. 1980 és 1984 között a válogatottat irányította szövetségi kapitányként, 1984 és 1986 között pedig az el-Vahda vezetőedzője volt. 1992-től 1994-ig az ománi válogatott szövetségi kapitányaként dolgozott. 1998 és 1999 között a katari Al-Ahli csapatát edzette.

## Sikerei, díjai
Tadzs FC
- Teheráni bajnok (3): 1960, 1962, 1964

### Edzőként
Irán U20
ifjúsági Ázsia-bajnok (4): 1973, 1974, 1975, 1976
Irán
- Ázsia-kupa győztes (1): 1976
- Ázsia-kupa bronzérmes (1): 1980

Egyesült Arab Emyrségek
- Öböl-kupa bronzérmes (1): 1982

Al-Ahli
- Katari kupadöntős (1): 1997–98